# One Little Indian (pel·lícula)
One Little Indian és un western de la Walt Disney estrenat el 1973, dirigit per Bernard McEveety. i protagonitzat per James Garner i Vera Miles. El repartiment inclou Pat Hingle, Jay Silverheels, i una Jodie Foster d'onze anys.

## Argument
Dos fugitius amb destinacions diferents excepte un enemic comú creuen els seus camins al desert de Nou Mèxic. Un és Clint Keyes (James Garner), un home condemnat a mort per deserció i amotinament a l'US Calvary.
L'altre és un noi de deu anys (Clay O'Brien) que havia estat vivint amb una tribu india.

## Repartiment
- James Garner: Clint Keyes
- Vera Miles	: Doris McIver
- Pat Hingle	: Capità Stewart
- Morgan Woodward: Sergent Raines
- John Doucette: Sergent Waller
- Clay O'Brien: Mark
- Robert Pine:	Tinent Cummins
- Bruce Glover: Schrader
- Ken Swofford	: Soldat ras Dixon
- Jay Silverheels: Jimmy Wolf
- Andrew Prine: Capellà John Kaplan
- Jodie Foster: Martha McIver
- Walter Brooke: El doctor
- Rudy Diaz: L'apatxe
- John C. Flinn III: Cowboy (com John Flinn)